# Гусачок (танец)
Гусачо́к — архаичный русский и белорусский народный игровой хоровод, известный в Смоленской, Брестской, Гомельской и Могилёвской областях. Музыкальный размер 2/4 быстрый.
Участники подражают походке, полётам и повадкам гусей, следующим за вожаком: шаг неторопливый, из стороны в сторону, извилистые линии, спирали в рисунке. Ведущие изображают гусака и гусыню, соревнуясь в переплясе.
Обычно танец сопровождается частушками:
Эй, эй, гусачок,

Чи, хароши каснычок?

Герр, герр, гуся,

Чи хароша косынка?
Сценический вариант танца долгое время входил в репертуар Русского народного хора им. М. Е. Пятницкого.
Считается, что мелодия финской польки создана на основе и практически повторяет мелодию «Гусачка».
Танец впервые был описан в 1949 году мастером народной хореографии Т. А. Устиновой.